# Modelo de Okumura

DESCRIBIR ESTA IMAGEN

El modelo de Okumura es uno de los más ampliamente utilizados para predicción de señales en áreas urbanas. Este modelo es aplicable para frecuencias en el rango de 150 a 1920 MHz, es decir, comprende la banda de VHF y UHF (sin embargo, típicamente es Extrapolado para frecuencias arriba de 3000 MHz entrando en la banda de SHF) y distancias de 1 Km a 100 Km, además puede ser usado para alturas de la antena de la estación en el rango de 30 m a 1000 m.
Okumura desarrolló un conjunto de curvas que dan la atenuación mediana relativa al espacio libre (Amu )  para una zona urbana sobre un terreno casi plano, con una altura de la antena de la estación base (hte) de 200 m y una altura de antena móvil (ℎ𝑟𝑒) de 3m. 
Para determinar la pérdida de trayectoria utilizando el modelo de Okumura se expresa de la siguiente manera: 
{\displaystyle L_{50}dB=LF+A_{mu}(f,d)-G_{hte}-G_{hre}-G_{AREA}}
Dónde:
{\displaystyle L_{50}(dB)} → Pérdidas por propagación al 50% de recepción de la señal. 
{\displaystyle LF} → Pérdidas en el espacio libre. 
{\displaystyle A_{mu}} → Atenuacion media relativa a las pérdidas en el espacio libre 
{\displaystyle G_{hte}} → Factor de ganancia de la antena transmisora (dB)
{\displaystyle G_{hre}}  → Factor de ganancia de la antena receptora (dB) 
{\displaystyle G_{AREA}}  → Factor de corrección que depende del entorno

## Curvas del modelo de Okumura
Los valores obtenidos de cada curva se obtuvieron por medio de diferentes mediciones, usando antenas verticales y omni-direccionales tanto en la base como en el móvil y graficadas en función de la frecuencia en el rango de los 100 MHz a los 1920 MHz y en función de la distancia desde la estación base en el rango de 1 km a 100 km. 

Atenuación mediana relativa al espacio libre (Amu(f,d))

Si las alturas reales de Tx y Rx o el tipo de área de propagación difieren de las referenciadas, se debe agregar la corrección apropiada.

## Factores de ganancia
Los factores de ganancia Ghte y Ghre pueden calcularse usando las siguientes aproximaciones: 
```

  

    

      

        

          
G

          

            
h

            
t

            
e

          

        

        
=

        
20

        
L

        
o

        
g

        
(

        

          

            

              
h

              
t

              
e

            

            
200

          

        

        
)

      

    

    
{\displaystyle G_{hte}=20Log({\frac {hte}{200}})}

  

  30 m ≤  hte ≤  1000 m
```

{\displaystyle \left\{{\begin{array}{rcl}20log({\frac {hre}{3}}),&{\mbox{si }}&hre\leq 3m\\10log({\frac {hre}{3}}),&{\mbox{si }}&3m\leq hre\leq 10m\end{array}}\right.}

Okumura descubrió que 𝐺(hte) varía a una tasa de 20dB/década y 𝐺(hre) varía a una tasa de 10 dB/década para alturas inferiores a 3 m.\\
Algunos de los parámetros importantes relacionados con el terreno son la altura de la ondulación del terreno, la pendiente promedio del terreno, entre otros. 

DESCRIBIR ESTA IMAGEN

DESCRIBIR ESTA IMAGEN

## Factor de corrección (GAREA)
Se pueden aplicar correcciones al modelo de Okumura dependiendo de la zona, como se muestra en la siguiente figura:
El modelo de Okumura es uno de los más simples y prácticos en términos de precisión en la predicción de pérdida de trayectoria y se ha convertido en un estándar de planificación de sistemas de radio móviles terrestres modernos en Japón. 
La principal desventaja de este modelo es su lenta respuesta a los rápidos cambios del terreno, por esto, el modelo es bastante bueno en áreas urbanas y suburbanas, pero no en áreas rurales.

## Modelo Hata (Okumura-Hata)
Desarrollado por Masaharu Hata en 1980 y basado en los resultados de las mediciones realizadas por Yoshihisa Okumura en la ciudad de Tokio, Japón, consiste en un conjunto de ecuaciones que permite estimar las pérdidas de propagación en diferentes tipos de zonas (urbana, semiurbana y rural). Es uno de los modelos más utilizados en la planificación y dimensionamiento del segmento de propagación de sistemas inalámbricos de telecomunicaciones, incluyendo los sistemas TDA. 
El modelo trata de representar las mediciones hechas por Okumura a través de la forma:
{\displaystyle (A+B)log_{10}R\,}
Donde:
A y  B  Son funciones de la frecuencia y la altura de la antena
R  Es la distancia entre la antena y el usuario.
Con el objetivo de hacer que este método fuera más fácil de aplicar, Hata estableció una serie de relaciones numéricas que describen el método gráfico propuesto por Okumura.
Dividiendo las áreas de predicción categorizadas por el tipo de terreno, llamadas área 
abierta, urbana y suburbana.
Área urbana: Corresponde a las grandes ciudades con altas edificaciones y casas con 2 o más pisos, o donde existen una gran concentración de casas.
{\displaystyle L_{50}(urbano)=69.55+26.16log(f_{c})-13.82log(h_{te})-a(h_{re})+(44.9-6.55log(h_{te}))log(d)}
Tomando en cuenta:
{\displaystyle 150Mhz<f_{c}<1500Mhz}
{\displaystyle 30m<h_{te}<200m}
{\displaystyle 1m<h_{re}<10m}
Donde:
{\displaystyle f_{c}} Frecuencia portadora [MHz]
{\displaystyle h_{te}} Altura de la antena transmisora [m], en rango de 30 a 200 m.
{\displaystyle h_{re}} Altura de la antena receptora [m], en rango de 1 a 10 m.
{\displaystyle a(h_{re})} Factor de corrección para la altura efectiva de la antena móvil que es función del tipo de área de servicio.
{\displaystyle d} Distancia entre transmisor y receptor [Km].
El factor de corrección de la antena del móvil (a(hre)) se define según el tamaño de la ciudad:
Para ciudades pequeñas y medianas:
{\displaystyle a(h_{re})=(1.1log(f_{c})-0.7)h_{re}-(1.56log(f_{c})-0.8)dB}
Para ciudades grandes:
{\displaystyle a(h_{re})=8.29(log(1.54h_{re}))^{2}-1.1dB}  para fc  < 300 MHz
y
{\displaystyle a(h_{re})=3.2(log(11.75h_{re}))^{2}-4.97dB}  para fc  > 300 MHz
Área suburbana: Ciudades o carreteras en donde hay árboles y casas en forma dispersa, existen obstáculos cerca del usuario, pero no provocan congestión.
{\displaystyle L(dB)=L_{50}(urbano)-2[log({\frac {f_{c}}{28}})]^{2}-5.4}
Área rural: Son los espacios abiertos sin grandes árboles o edificaciones en el camino de la señal.
{\displaystyle L(dB)=L_{50}(urbano)-4.78(log(f_{c}))^{2}+18.33log(f_{c})-40.94}